# Maizières-lès-Vic
Maizières-lès-Vic ist eine französische Gemeinde mit 470 Einwohnern (Stand 1. Januar 2022) im Département Moselle in der Region Grand Est (bis 2015 Lothringen). Sie gehört zum Arrondissement Sarrebourg-Château-Salins.

## Geographie
Die Gemeinde Maizières-lès-Vic liegt in Lothringen, etwa 70 Kilometer südöstlich von Metz, 26 Kilometer südöstlich von Château-Salins und 21 Kilometer östlich von Vic-sur-Seille (Vic an der Seille) sowie 20 Kilometer westlich von Sarrebourg (Saarburg) auf einer Höhe zwischen 217 und 299 m über dem Meeresspiegel. Das Gemeindegebiet umfasst 26,02 km².
Das Dorf liegt am Flüsschen Gueblange im Einzugsbereich der Seille, eines Nebenflusses der Mosel. Im Süden reicht die Gemarkung bis an den Rhein-Marne-Kanal im Tal des Meurthe-Nebenflusses Sânon. Die Gemeinde liegt im Regionalen Naturpark Lothringen.
Zum Gemeindegebiet gehören außer dem Dorf selber
- das Gehöft Breydebourg (deutsch: Breiteburg) im Norden
- das Schloss Hellocourt (Hellohof), drei Kilometer südöstlich des Dorfkerns
- im Süden die Höfe Haute Xirxange (Ober-Schirzingen) und Moulin de Xirxange (Schirzingermühle) sowie der ehemalige Frachthafen Port Sainte-Marie am Rhein-Marne-Kanal im Süden
- der verlassene Hof Bagnesholtz (Bagnesholz) im Osten
- La Gare, ein ehemaliger Bahnhof, und zwei weitere Einzelhöfe im Nordosten

## Geschichte
Der Ortsname lässt sich auf den lateinischen Begriff maceriae (Mauerreste) zurückführen und nimmt Bezug auf Ruinen aus der Römerzeit. Die älteste Bezeichnung als Ort Maceriis stammt aus dem Jahr 1182. Die Ortschaft gehörte früher dem Bistum Metz und zur Kastellanei Lagarde. Schloss Hellocourt (früher La Broc) war einst ein Lehen des Bistums Metz. Das sehr alte Kirchdorf war früher größer und hatte eine Burg, wurde jedoch durch die Kriege des 17. Jahrhunderts stark in Mitleidenschaft gezogen, im Dreißigjährigen Krieg schließlich vollständig zerstört und war zwanzig Jahre unbewohnt. Im 12. Jahrhundert standen der Abtei Ober-Seille hier Rechte zu, die Grafen von Richecourt besaßen ein Drittel der Ortschaft und die Abtei Neuweiler zwei Drittel. 1684 wurde die Region mit dem Dorf von Frankreich annektiert.
Durch den Frankfurter Frieden vom 10. Mai 1871 kam die Region an das deutsche Reichsland Elsaß-Lothringen, und das Dorf wurde dem Kreis Château-Salins im Bezirk Lothringen zugeordnet. Die Dorfbewohner betrieben Getreide-, Gemüse- und Weinbau.
Nach dem Ersten Weltkrieg musste die Region aufgrund der Bestimmungen des Versailler Vertrags 1919 an Frankreich abgetreten werden. Im Zweiten Weltkrieg war die Region von der deutschen Wehrmacht besetzt.
Der Ort trug 1915–1919 und 1940–1944 den eingedeutschten Namen Machern bei Wich.

### Demographie
Im Jahr 1871 waren unter den 1077 meist katholischen Einwohnern im Kirchdorf (ohne das Schloss), die in 202 Häusern mit 325 Familien lebten, eine evangelische Person, 21 Mennoniten und 47 Juden, während der Schlossbezirk Hellocourt sechs Häuser und 29 Einwohner aufwies.
| Jahr      | 1962 | 1968 | 1975 | 1982 | 1990 | 1999 | 2007 | 2020 |
| Einwohner | 534  | 542  | 505  | 398  | 401  | 368  | 446  | 482  |

## Sehenswürdigkeiten

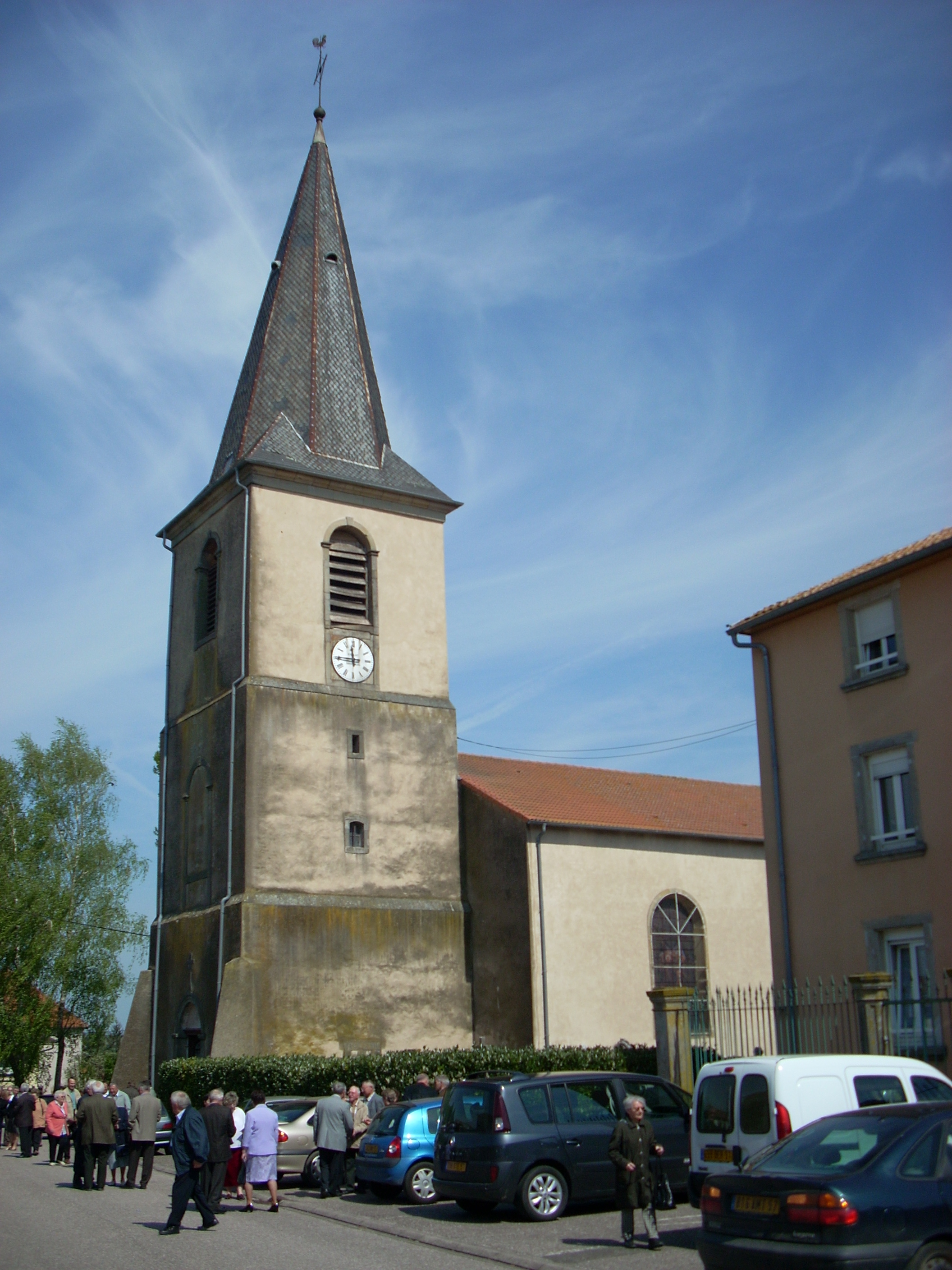
Kirche St. Michel
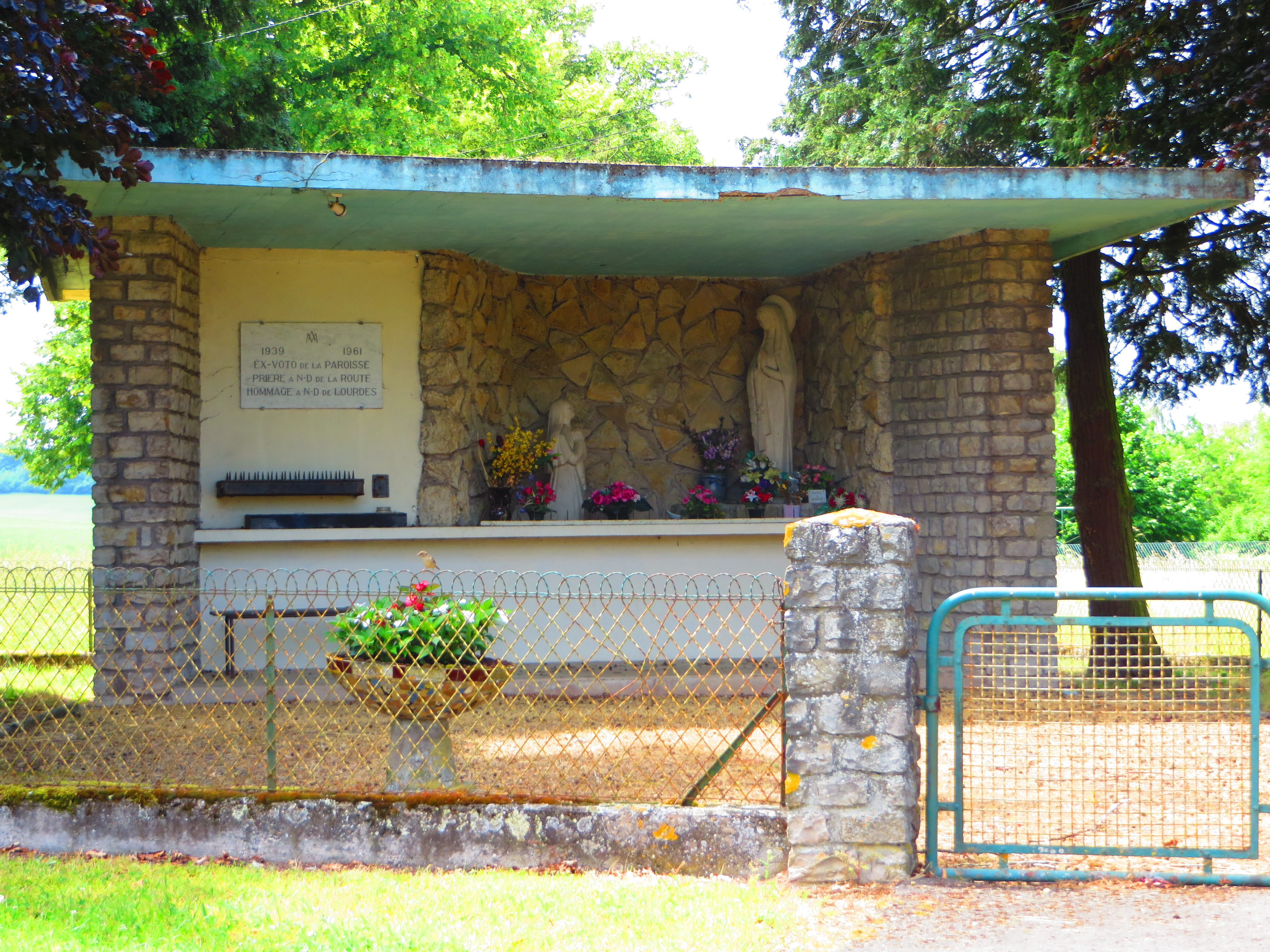
Kapelle
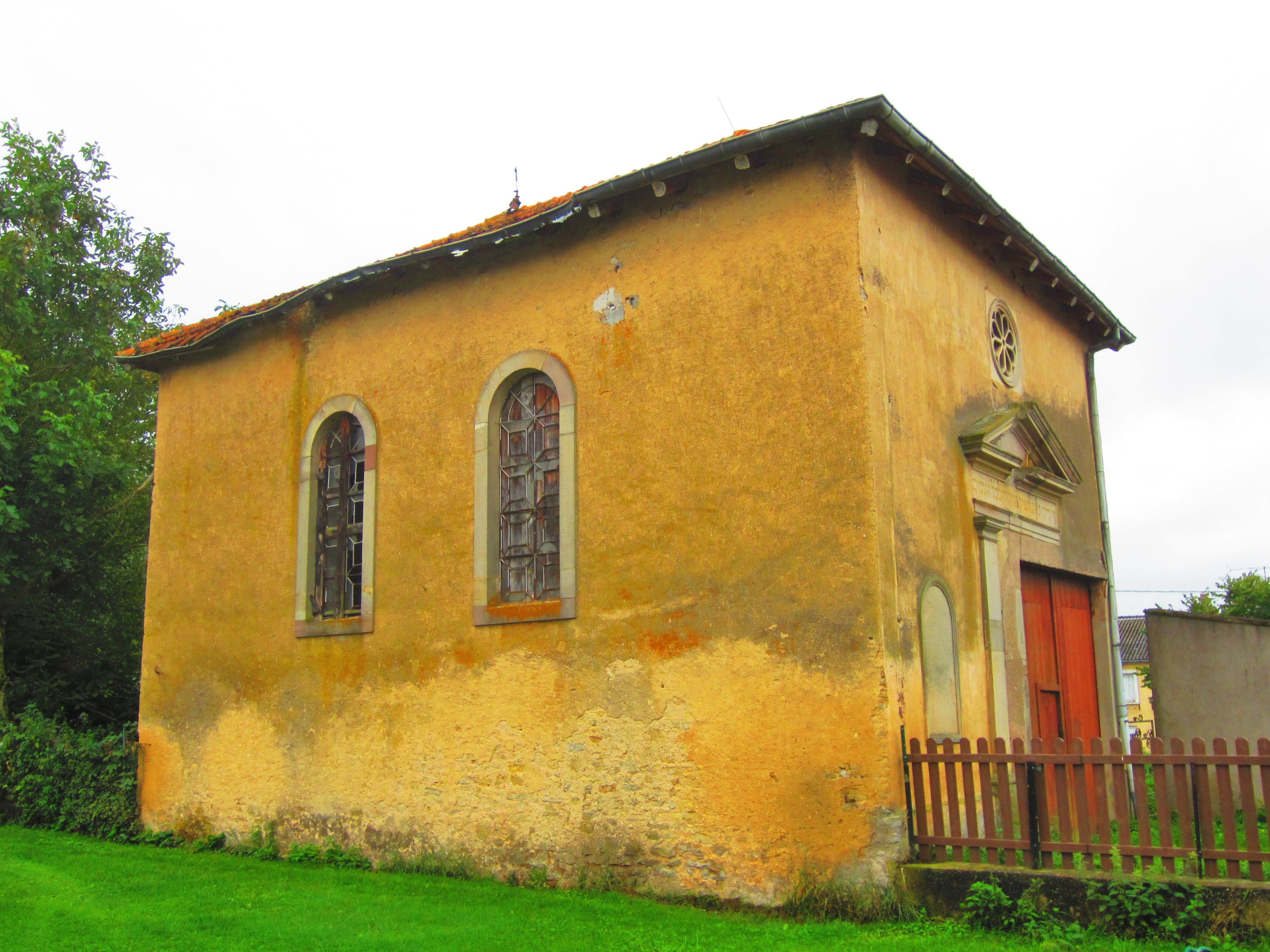
Ehemalige Synagoge
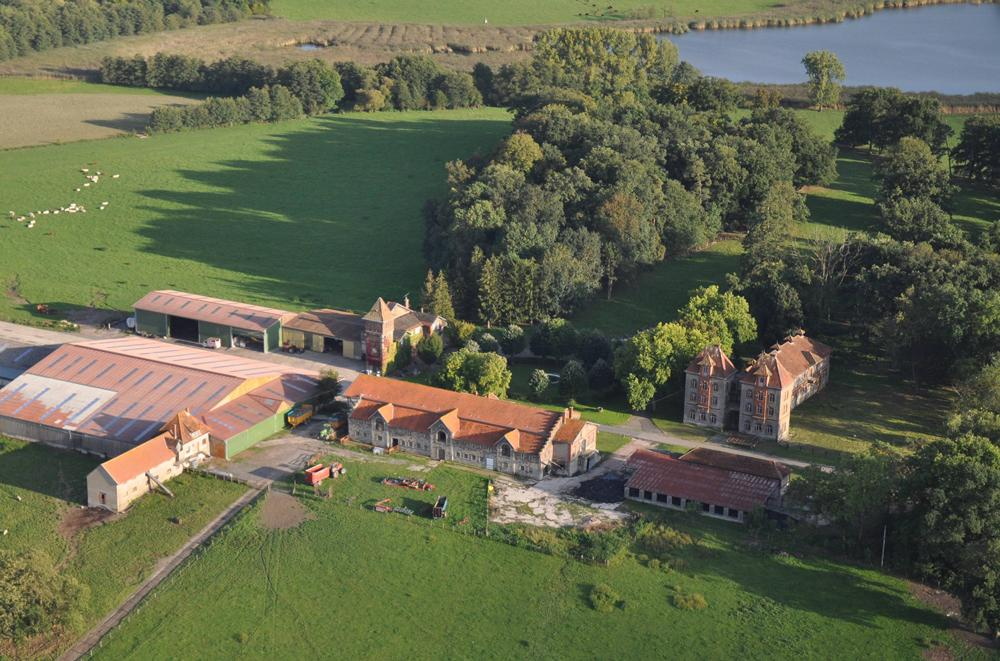
Domäne Hellocourt